# 77FM
77FM est une radio d'informations locales, nationales et magazines, musiques pop rock, chanson française.
La radio peut être captée sur 95.8 dans le Nord de la Seine-et-Marne, et disponible sur internet.

## Histoire
77FM a commencé ses émissions dès le 22 avril 2003 à 18 h 0, à la suite d'un appel à candidature pour l'exploitation de 95,8 MHz sur la zone de Meaux au mois de février 2002 du Conseil Supérieur de l'Audiovisuel. Créée à cette occasion, l'Association pour la Promotion de l'Information et de la Communication (APIC) dépose un projet au mois de mars 2002, présélectionné par le CSA en juillet 2002.
En 2002, 77FM est la seule radio locale du Nord de la Seine-et-Marne.
77FM propose aux auditeurs, 24h sur 24, un programme local sans interruption composé de quelques émissions phares et de nombreuses rubriques en lien avec la région, notamment des informations fournies par les associations, partenaires et organismes locaux.
En 2019, la radio s'associe avec Oxygène.

## Animateurs
Richard Jabeneau, François Legagneux et Pascal Ducasse sont des animateurs de 77FM. Anne-Sophie Vomscheid est responsable de l'information et Kevin Bosi du sport.
Adrien Ruffiot anime l'antenne.

## Direction
- Directeur : Richard Jabeneau[2] ;
- Président : François Legagneux.

## Direction d'antenne
- Antenne : Richard Jabeneau - Olivier Gaugain ;
- Technique : François Legagneux - Pascal Ducasse ;
- Commercial : Richard Jabeneau ;
- Information : Anne Sophie Vomscheid et Kevin Bosi ;
- Programmation musicale : Olivier Gaugain.

## Fréquences
- Meaux (Seine-et-Marne) : 95,8 MHz ;
- Paris-Charles-de-Gaulle (Seine-et-Marne) : 95,8 MHz ;
- Chelles (Seine-et-Marne) : 95,8 MHz ;
- Dammartin (Seine-et-Marne) : 95,8 MHz ;
- Lagny (Seine-et-Marne) : 95,8 MHz ;
- Val d'Europe (Seine-et-Marne) : 95,8 MHz ;
- Lizy-sur-Ourcq (Seine-et-Marne) : 95,8 MHz ;
- La Ferté-sous-Jouarre (Seine-et-Marne) : 95,8 MHz ;
- Coulommiers (Seine-et-Marne) : 95,8 MHz ;
- Torcy (Seine-et-Marne) : 95,8 MHz.

## Identité de la station

### Logos

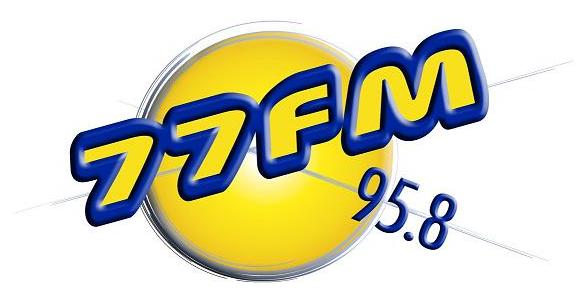
Logo de 77FM de 2003 à 2013.
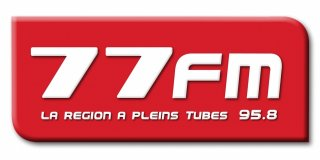
Logo de 77FM depuis 2013.